# نيابة الرحبة
نيابة الرحبة أو الرحبة المملوكية أو الرحبة في العهد المملوكي تشير إلى الرحبة (حاليا الميادين) تحت حكم الدولة المملوكية، وقد دامت هذه الفترة منذ عام 662 هـ/1263م (كان يتبع حاكم الرحبة الأيوبي للسلطة المملوكية منذ عام 1260 حتى تم ضمها فعليًا للدولة المملوكية عام 1263) حتى دخلها السلطان العثماني سليم الأول عام 1516. احتلت حامية الرحبة وقائدها مكانة عالية في التسلسل الهرمي العسكري المملوكي. ظهرت القلعة، بالإضافة إلى البيرة الواقعة إلى الشمال، باعتبارها الحصن المملوكي الرئيسي ضد الغزوات المغولية على الحدود الشرقية للشام. كانت أهم قلعة للمماليك على طول نهر الفرات، لتحل محل الرقة، التي كانت المركز الإسلامي التقليدي في وادي الفرات منذ القرن العاشر. استقر عدد كبير من اللاجئين من المناطق التي حكمها المغول في الرحبة، كما فعل العديد من الأشخاص من مدينة مشهد الرحبة المجاورة غير المحصنة (الموقع السابق لرحبة مالك بن طوق، الميادين حاليًا). وكانت أيضًا المحطة النهائية للبريد المملوكي (الطريق البريدي) ومركزًا إداريًا.
طوال العصر الأيوبي والمملوكي، كانت الرحبة تقع بالقرب من منطقة آل الفضل القبلية. انضم حوالي أربعمائة من رجال قبيلة الفضل إلى الجيش الصغير للخليفة المستنصر، الخليفة العباسي المقيم في مصر الذي أرسله الظاهر بيبرس لاستعادة بغداد من المغول، عندما وصل إلى الرحبة. كانت الأخيرة هي المحطة الأولى للمستنصر بعد خروجه من دمشق، لكن حملته فشلت في النهاية وقُتل في كمين مغولي في الأنبار. ألحق مغول العراق الإيلخانيون أضرارًا كبيرة بالرحبة خلال حروبهم مع المماليك. تم ترميم القلعة على يد بيبرس في وقت ما قرب نهاية عهده. في عام 1279، تمرد نائب دمشق المملوكي، سنقر الأشقر، على السلطان المنصور سيف الدين قلاوون ولجأ إلى زعيم آل الفضل، عيسى بن مهنا، في الرحبة، حيث طلب تدخل الحاكم المغولي أباقا خان. عندما لم يتمكن المغول من مساعدته، فر سنقر من جيش المماليك القادم، بينما تحصن عيسى في القلعة. كان فشل المغول في الاستيلاء على الرحبة بعد حصار دام شهرًا بقيادة الحاكم الإلخاني محمد أولجايتو في عام 1312/13 بمثابة محاولة الإلخانات الأخيرة لغزو الشام المملوكي. تمرد مهنا بن عيسى على السلطان الناصر محمد بن قلاوون عام 1320، وطارده جيش المماليك حتى الرحبة. خلال المواجهة التي تلت ذلك، ربما تم تدمير القلعة.

## التعريف بنيابة الرّحبة
قسم المماليك بلاد الشام إلى ست نيابات أو ممالك وهي على حسب ترتيب ظهورها: نيابة دمشق، نيابة حلب، نيابة الكرك، نيابة صفد، نيابة طرابلس، نيابة حماة، وكان على رأس كل نيابة أمير كبير من أمراء المماليك يتمتع بلقب نائب السلطان.
تقع أراضي مدينة الرّحبة بين الرقة وعانة، وإلى الجنوب الشرقي من دير الزور بحوالي 45 كم، وفلكيًا تقع على خط طول 40,5 شرقا وعلى دائرة عرض 35 شمالا، وعلى بعد 5 إلى الغرب من نهر الفرات أسفل قرقيسيا واستمدّت اسمها من وقوعها على سهل واسع فسيح يعرف تاريّخيا باسم رحبة الشّام، أو رحبة مالك بن طوق نسبة إلى مالك بن طوق بن عتاب التغلبي الذي أقطعها له الخليفة هارون الرشيد وبناها في خلافة المأمون على الضفة اليمنى لنهر الفرات بالقرب من نهر سعيد، وقد دمرها زلزال عام 552 هـ/1157م.
ونظرا لموقع مدينة الرحبة الحدودي كثغر فاصل بين بلاد الشام والعراق، ومحطة حدودية تقع على الطريق التجاري بين بلاد الشام وأراضي الجزيرة الفراتية، وأول الثغور لمراقبة الأعداء، ومنطلق لتأديب الخارجين عن الطاعة. بنى صاحب حمص الملك المجاهد أسد الدين أبو الحارث شيركوه ابن ناصر الدين محمد ابن الملك أسد الدين شيركوه بن شاذي مدينة الرحبة الجديدة سنة 604 هـ/1209م إلى الجنوب من رحبة مالك بن طوق بعد دمارها، وعمل على تجديد قلعتها التي هي أيضا كانت قد تعرضت للدمار والخراب. وما أن تُوفي الملك المجاهد سنة 637 هـ/1239م آلت أملاكه وتوابعها إلى ابنه الملك المنصور إبراهيم لتنتقل بعد وفاته سنة 644 هـ/1246م إلى ابنه الملك الأشرف مظفر الدين موسى بن إبراهيم الذي أجبر على التنازل عن مدينة حمص سنة 646 هـ/1248 لصالح الملك الناصر يوسف بن العزيز صاحب حلب مقابل تعويضه عنها بتل باشر إضافة إلى ما كان بيده من تدمر والرحبة.
بعد وفاة الملك الصالح نجم الدين أيوب في منتصف شعبان 647 هـ/23 تشرين الثاني 1249م انتهى الحكم الأيوبي في مصر، وتم تنصيب شجر الدر المملوكية سلطانة على مصر، الأمر الذي ازعج الملك الأشرف موسى ودفعه لمشاركة أمراء وملوك بني أيوب في محاولتهم لإرجاع مصر إلى حظيرة الأيوبيين؛ رغبة في المحافظة على أملاكه من أطماع الملك الناصر يوسف، الذي أجبر الملك الأشرف موسى اللجوء إلى هولاكو بعد سقوط معظم بلاد الشام في قبضته سنة 658 هـ/1260م حيث رحّب به وأكرمه ورسم له أن يكون أحد نوابه في بلاد الشام، وسمح له بالإقامة معه في مدينة دمشق. ولما عزم سيف الدين قطز على محاربة المغول في موقعة عين جالوت سنة 658 هـ/1260م أرسل إلى الملك الأشرف يلومه انضوائه تحت تبعية المغول، وطلب منه عدم مناصرتهم في حروبه معهم مقابل أن يقرّه على ما بيده من أملاك؛ لذلك اعتذر الملك الأشرف عن مشاركة المغول في معركة عين جالوت متظاهرا بالمرض وفضل الإقامة في مدينة الرحبة.
وما أن تملك الملك المظفر قطز مدينة دمشق أرسل الملك الأشرف موسى للمظفر قطز أثناء إقامته في دمشق يطلب منه الأمان ويستأذنه السماح له بمقابلته، ورغبة من المظفر قطز في الحفاظ على وحدة المسلمين في مواجهة المغول وافق على حضوره وركب للقائه وأحسن إليه وأقرّه على حمص والرحبة وزاده تل باشر؛ وبذلك خضعت مدينة الرحبة في عهد ملكها الأشرف موسى للتبعية المملوكية. وبعد مقتل السلطان قطز في 5 ذي القعدة 658 هـ/26 تشرين الأول 1260م، أعلن الملك الأشرف موسى ولائه للسلطان الظاهر بيبرس بالوقوف إلى جانبه في محاربة المغول في المعركة التي دارت شمال حمص قرب قبر خالد بن الوليد سنة 659 هـ/1261م. وليؤكد تبعيته اعترف أن جميع ما يملكه قد انتقل إلى السلطان الظاهر بيبرس، وذهب للقائه أثناء إقامته في دمشق سنة 661 هـ/1262م لتقديم الولاء والطاعة، حيث رحب به السلطان الظاهر وأقرّه على ممتلكاته في حمص ومضافاتها من الرحبة وتل باشر، وبذلك بقيت الرحبة تحت حكم الملك الأشرف موسى حتى وفاته يوم الاثنين 14 صفر سنة 662 هـ/17 كانون الأول 1263م وبعد وفاته أرسل إليها السلطان الظاهر بيبرس الأمير بدر الدين بيليك العلائي لاستلامها. وبعد ذلك أصبحت الرحبة نيابة مستقلة تتبع مباشرة للسلطان المملوكي في مصر، فقد اعتبرها شيخ الربوة بأنها مدينة من مدن الشام في جهة المشرق على شاطئ الفرات وثغر تجاه العدو وله أعمال كبار ولكنه لم يذكر أي من أعمالها.
ويعد وصف ملك حماة الأيوبي أبو الفداء لمدينة الرحبة الأكثر دقة حيث يقول: "أنها مدينة على نحو فرسخ من الفرات وهي بلدة صغيرة، ولها قلعة على تل تراب وشرب أهلها من قناة من نهر سعيد الخارج من الفرات، وهي محط القوافل من العراق والشام، وهي أحد الثغور الإسلامية في زماننا". ولعلّ مرد دقة وصفه وتحديده لموقعها سببه قرب الرحبة من حدود مملكته، وتعدد زياراته لها ومتابعته أحوالها والدفاع عنها بتكليف من السلطات المملوكية.
أما ابن فضل الله العمري فقد بين بوضوح أن مدينة الرحبة من مدن الصفقة الشرقية التي تقع في أخر ولاية الشام إلى جهة الشرق، وأنها إحدى نيابات الشام المستقلة إداريًا عن غيرها، وتتبع للسلطان مباشرة، ويضيف قائلًا: "وبهذه الصفقة مدينة الرحبة على الفرات وبها قلعة ونيابة وفيها بحريّة وخيّالة وكشافة وطوائف من المستخدمين".
وأعاد القلقشندي ما ذكره أبو الفداء في كتابه تقويم البلدان عن تاريخ بناء مدينة الرحبة دون إضافات، كما يؤكد القلقشندي بعد مضي أكثر من سبعة عقود على وفاة ابن فضل الله العمري على استمرارية استقلالية نيابة الرحبة معتمدا على ما ذكره الأخير دون زيادة، ولكنه يزيد ما استحدث واستجد على نيابة الرحبة في زمانه فيقول أنها: "أحد الثغور الإسلامية في زماننا، ولم تزل إمرتها طبلخانة بمرسوم شريف من الأبواب الشريفة من الأيام الناصرية ابن قلاوون إلى الآن". وهو بذلك يذكر صراحة أنها نيابة مستقلة إداريًا، لا تتبع لغيرها من النيابات الشامية، ويتم تعيين نائبها بمرسوم سلطاني، ويُعَمِّم أنَّ رتبته منذ أيام السلطان الناصر محمد بن قلاوون في سلطنته الأولى، وإلى فترة تدوين القلقشندي لموسوعته، أي ما يقارب من مائة وثلاثين سنة إمرة طبلخانة، ويذكر القلقشندي في مكان آخر على استقلاليتها أثناء حديثه عن رسم المكاتبات لنواب النيابات الشامية الصغار ومن في معناهم، حيث يذكر نائب الرحبة مع نواب كل من نيابات القدس، وحمص، وبعلبك، وعجلون، وصرخد، ومصياف، وجعل رسم المكاتبة إليه. "صدرت هذه المكاتبة إلى المجلس العالي، وتعريفه نائب الرحبة أو النائب بالرحبة" في حين أنَّ السحماوي يُعيد ما كتبه كل من ابن فضل الله العمري، والقلقشندي دون زيادة، ويذكر نائب الرحبة ضمن قوائم نواب الصفقة الرابعة والشرقية مع نواب كل من حمص ومصياف وقارا وسلمية وتدمر. وهو بذلك لا يميز بين النواب والولاة؛ فقارا وسلمية وتدمر ولايات من أعمال نيابة حمص وتتبع لنائب حمص.
وعدّها ابن شاهين الظاهري بأنها مدينة لطيفة لها قلعة وإقليم به عدة قرى إلا أنها من مُعاملة حلب. وهو بذلك يخالف ما ذكره كل من ابن فضل الله العمري والقلقشندي؛ ولعل ذلك مراده لتعديل إداري مؤقت حصل للمدينة، ربما أُجري على بعض النيابات الصغار في ذلك الوقت.
وقد بينت بعض الدراسات الحديثة صراحة استقلالية نيابة الرحبة، وعدم تبعيتها لكل من حمص ودمشق، وإقامة نيابة مستقلة إداريًا تتبع السلطان المملوكي مباشرة في مصر؛ ولذلك لكونها أحد الثغور المملوكية التي أولتها السلطات المملوكية في مصر الاهتمام الكبير لمواجهة غزوات المغول ولمراقبة أعداء السلطان، إضافة إلى كونها المحطة الحدودية الأولى لبلاد الشام من جهة العراق والشرق، وفيها يتم استئذان السلطان لاستقبال الوفود الرسمية والسفارات وضيوف السلطنة والسماح لهم بالدخول إلى ديار السلطنة المملوكية.
ومما يؤكد استقلالية نيابة الرحبة المراسلات الرسمية التي كانت تتم مباشرة بين نائب الرحبة والسلطان مباشرة، ما ذكره الصفدي رئيس ديوان الرحبة أنه شاهد بعينه تلك المراسلات حيث يقول: "أنني رأيت كتب السلطان عند محمد بن أيبك بن عبد الله بن عز الدين الإسكندراني نائب الرحبة".
ومما يُوحي باستقلاليتها ذكر اسم نائبها ضمن أسماء نواب السلطنة في ولاية الشام في السنوات من 700–710هـ، وسنة 798هـ/1396م، وورود ذكر نائبها في المكاتبات بين السلطان قلاوون وسلطان المغول أحمد بن هولاكو: "وأمرنا سائر النواب بالرحبة... بالكف عما كففتم عنه وأن نسد هذا الباب". وسيتضح الاستقلال الإداري لنيابة الرحبة عن غيرها من خلال قرارات التعيين والعزل والنقل الصادرة عن السلطان مباشرة لنواب الرحبة، وهذا ما سيتضح أثناء الحديث عن نواب نيابة الرحبة.
ومن خلال استقراء ما تناثر من أخبار في متون ما توفر من المصادر التاريخية والجغرافية فلم يتم التوصل إلى معرفة أعمال نيابة الرحبة وقراها، إلا أن هناك بعض الإشارات العابرة التي تُبين أن الرَوْحَا قرية من قرى مدينة الرحبة، وكذلك قرية العشارة، وماكسين، والدالية، وقرقيسيا، وبَرْطُوبَة، وعانه، وواسط.

## الجهاز الإداري في نيابة الرّحبة
كانت مدينة الرّحبة مركزاً للنيابة التي كان يتولّاها أحد الأمراء المماليك، ويُعرف بنائب الرّحبة أو النائب بالرّحبة، وبالضرورة أن يكون تحت امرته عدد من الموظفين الذين أطلق عليهم ابن فضل الله العمري في التعريف اسم طوائف من المستخدمين، وكانوا يتوزعون وفق تصنيف العصر المملوكي إلى (أرباب الوظائف العسكرية، وأرباب الوظائف الديوانيّة، وأصحاب الوظائف الدينية).

### الوظائف العسكرية (أرباب السيوف)

#### نيابة السلطنة
ويتولّاها نائب، وهو رأس الجهاز الإداري في النيابة، ويُعين من قبل السلطان لينوب عنه بموجب مرسوم شريف، وكان يُلقب بنائب الرّحبة أو النائب بالرّحبة، ومرتبته من أدنى مراتب النواب في البلاد الشّامية، ويُوصف في عُرف الكُتّاب "النائب بفلانة". ويُكتب إليه من الأبواب السّلطانية بالرتبة الثانية من المرتبة الثالثة مما صورته بالمجلس العالي مع صدرت، ورسم المكاتبة إليه صدرت هذه المكاتبة إلى "المجلس العالي، الأميريّ، الكبيريّ، العضديّ، الذّخريّ، النّصيريّ، ..." والعلامة الشريفة له والده وتعريفه النائب بالرّحبة. والوصف. وتختلف صيغة الكتابة إليه من أعيان الدولة في الديار المصرية فيكتب له عن نائب السلطان ما صورته "اليد الشريفة، أو الكريمة، أو العليا". ويكتب إليه عن نائب الشام "أعز الله تعالى نصرة المقرّ الكريم".
ليس لدينا إلا معلومتان تُشيران صراحة إلى أن رتبة نائب الرحبة كانت طبلخانة، المعلومة الأولى: يذكر القلقشندي أثناء حكم السلطان الناصر محمد بن قلاوون في سلطنته الأولى: "ولم تزل إمرتها طبلخانة بمرسوم شريف من الأبواب الشريفة من الأيام الناصرية ابن قلاوون إلى الآن"، أي منذ أن تولى الناصر محمد بن قلاوون عرش السلطنة الفترة الأولى إلى أيام القلقشندي المتوفي سنة 821هـ/1417م. إلا أن القلقشندي لم يجانبه الصواب في التعميم لهذه الفترة الطويلة، فقد تولاها الأمير ططق الأحمدي بتقدمة ألف سنة 762هـ/1361م، كما تولاها بتقدمة ألف أيضًا سنة 791هـ/1389م على الأمير مَلَك طاز وكلف بناية الرحبة بعد عزل السلطان برقوق وأعاده السلطان أمير حاجي بن شعبان في سلطنته الثانية. والثانية أثناء حكم الظاهر برقوق في سلطنته الأولى.
ونستخلص من المرسوم الشريف بنيابة السلطنة بالرّحبة أن على النائب العمل على تجنيد العساكر للدفاع عن أراضي النيابة وحمايتها من الاعتداءات الداخلية والخارجية، والاهتمام بطرق البريد وتزويد السلطنة بالأخبار عن تحركات العدو، والعناية بالمزارعين ومراعاة أحوالهم والعمل على اتخاذ كافة الإجراءات التي تحد من مخاطر فيضان نهر الفرات.
ومن خلال استعراض تراجم النواب الذين تعاقبوا على نيابة السلطنة في الرحبة نلاحظ أن بلغ عدد ممن توفرت المعلومات عنهم إثنين وثلاثين نائبًا شغلها سبعة وعشرون لمرة واحدة، وتولاها اثنان لفترتين هما: الأمير بدر الدين بكتوت القرماني ولا نعرف متى تولى وعزل في الفترة الأولى، وأما الثانية فتولاها في الفترة ما بين سنة 713-718هـ/1313-1318م، والأمير سيف الدين قرابغا تولاها في الفترة ما بين 770-779هـ/1368-1377م وتولاها اثنان لثلاث فترات هما الأمير علاء الدين علي بن الأمير الكبير سيف الدين بلبان البدري، ولا نعرف تاريخ تعيينه وعزله في الفترتين الأوليتين، ولكنه طلب الإعفاء من الفترة الثالثة، وأُعفي سنة 751هـ/1350م، والأمير علاء الدين بن الأمير سيف الدين الأبو بكري، إلا أننا لا نعرف متى عين وعزل في الفترات الثلاث، وتولاها عدة مرات دون تحديد عددها الأمير صلاح الدين المعروف بمحمد بن أيبك الطويل، إلا أننا لا نعرف متى عين وعزل في الفترات التي تولاها. وتولاها بالوراثة الأمير علاء الدين علي عن أبيه الأمير الكبير سيف الدين بلبان البدري.

#### ولاية البَر
إحدى وظائف أرباب السيوف، ومهمة صاحبها المحافظة على الأمن في أنحاء الولاية. ويتولاها موظف يسمى الوالي، وغالبًا ما يكون من أمراء العشرات. ومن الشواهد التاريخية على وجود هذه الوظيفة تولية الأمير حسام الدين لاجين – أحد مماليك نائب الرحبة الأمير علم الدين سنجر الغتمي – ولاية البَر مدة من الزمن، ونقل منها إلى ولاية البقاع، ثم ولاية نابلس، ثم رقّي وكلف بنيابة الرحبة.

#### تقدمة البريد
من وظائف أرباب السيوف، وتهتم بشئون البريد لإبلاغ النائب بما يجري في النيابة وإيصال الأخبار إلى السلطان، ورُتبة من يتولاها أمير خمسة أو أمير عشرة أو أمير خمسة وجندي، ويُكْتَب لكل منهما توقيع كريم عن النائب على قدر مرتبته. ووجود العديد من المراكز البريدية في النيابة يعني بالضرورة وجود هذه الوظيفة. وإن لم تتوفر معلومات عن أشخاص باشروا مثل هذه الوظيفة.

#### خزندارية القلعة
خزندار مصطلح من لفظين أحدهما عربي وهو "خزنة"، والثاني فارسي وهو "دار"، ومعناه ممسك، فيصبح المعنى ممسك الخزانة. وتعني بحفظ وصيانة خزائن السلاح بالقلعة. ووجود القلعة يفترض وجود هذه الوظيفة. إلا أنه لم يُعثر على شواهد تاريخية تتعلق بالوظيفة.

## الحياة العلمية
شاركت الرحبة بالحركة الفكرية في العصر العباسي منذ تاريخ تجديد بنائها على يد أميرها مالك بن طوق، الذى كان شاعرا يروي الشعر الجيد ويتذوق الأدب، وقد قصده كبار الشعارء أبي تمام والبحتري ومدحوه. لقد روى أبناء الرحبة هذا الشعر وتأدبوا عليه فيما رووا ونبغ في الرحبة. ونسب إليها جماعة من الأدباء والعلماء والقضاة والأطباء والساسة رحل أكثرهم إلى الحواضر الإسلامية، بسبب توالي النكبات على الرحبة وأقاموا في تلك الحواضر يعملون في فنونهم ومجالاتهم وعلومهم، وذاعت لهم شهرة بعيدة. وقد ترجم أصحاب الترجمات والطبقات الكثيرة ومنهم ابن أبي أصيبعة في عيون الأنباء في طبقات الأطباء وابن خلكان في وفيات الأعيان وأنباء أبناء الزمان وابن العماد الحنبلي في شذرات الذهب في أخبار من ذهب وسير أعلام النبلاء للذهبي. فضلا عمن نزل الرحبة من القضاة والكتاب والعلماء الذين بقوا فيها سنين عديدة. وصاروا يعدون من أبنائها، وقد أفادت الرحبة من علمهم وفنونهم وتنقسم العلوم إلى العلوم النقلية وهي التي اعتمد المسلمون على دينهم ولغتهم والعلوم العقلية اعتمدوا على ما نقلوه من الأمم الأخرى.

### أشهر أطباء الرحبة في العصر المملوكي

#### شرف الدين بن الرحبي
هو الحكيم الإمام الفاضل علامة عصره وفريد دهره، شرف الدين أبو الحسن علي بن يوسف بن حيدرة بن الحسن الرحبي، ولد في دمشق 583هـ/1187م وقد سلك حذو أبيه واقتفى ما كان يقتفيه. وهو أشبه به خُلقًا وخَلقًا وطرائق، وكان متوفرًا على قراءة الكتب وتحصيلها، ونفسه تتشوق إلى طلب الفضائل وتفصيلها. وله تدقيق في الصناعة الطبية وتحقيق لمباحثها الكلية والجزئية. تعلم شرف الدين الطب من والده يوسف الرحبي، كما تعلم ودرس وقرأ علوم الدين والفقه على يد معلمه موفق الدين عبد اللطيف بن يوسف البغدادي. مارس مهنة الطب في البيمارستان الكبير في دمشق، وقام بتدريس الطب للطلاب في مدرسة الشيخ مهذب الدين عبد الرحيم لما حققه من علمه وفهمه، وتولى التدريس بها مدة، وقال عنه ابن العبري: "كان بارعًا بالجزء النظرى من الطب، وله معرفة تامة به واطالع على أصوله، وأخذ عنه جماعة من الطلبة". وقد وصفه ابن أبى أصيبعة بقوله: "كان نزيه النفس، عالي الهمة لم يؤثر التردد إلى الملوك ولا إلى أرباب الدولة". وصف كتابه "خلق الإنسان وهيئة أعضائه ومنفعتها" بأنه لم يسبق له مثيل.
ومن كتبه في الطب كتاب "خلق الإنسان وهيئة أعضائه ومنفعتها"، حواشي ابن سينا.
"حواشي على شرح ابن أبي صادق لمسائل حنين بن اسحاق"، وكانت وفاته في دمشق سنة 667هـ/1269م.

#### جمال الدين بن يوسف الرحبي
هو الحكيم العالم الفاضل جمال الدين عثمان بن يوسف بن حيدرة الرحبي. مولده ومنشأه في دمشق شقيق شرف الدين، كان طبيبا مثل أبيه، وأتقنه أكثر منه. وهو من أبناء الرحبة، وبقي يعالج المرضى في البيمارستان النوري الكبير في دمشق سنين، وكان تميزه عن والده في اهتمامه بالجانب العملى من الطب والعلاج، كان حسن الخلق، أحبه الناس واحترموه قال عنه ابن العبري :"كان حسن الأخلاق تقارب فضائله ونفوذه في المعالجة". وقال عنه ابن أبى أصبيعة "من أكابر الفضلاء وسادة العلماء، وحيد زمانه وفريد أوانه، وكان محبًا للتجارة ومشاقها، ويسافر بعض الأوقات إلى مصر، ويأتي منها بتجارة". وتوفي في القاهرة في العشرين من ربيع الآخر سنة 658هـ/1259م.

## نواب الرّحبة
- الملك الأشرف مظفر الدين موسى بن المنصور إبراهيم بن الملك المجاهد أسد الدين شيركوه ابن ناصر الدين محمد أسد الدين شيركوه الكبير (تبعية)
- الأمير عز الدين بيليك العلائي
- إبراهيم بن عبد الرحيم بن علي بن اسحاق بن علي بن شيث أبو اسحاق كمال الدين القرشي الأمويّ
- الأمير أبو محمد عز الدّين أيبك بن عبد الله الإسكندراني، الصالحي
- الأمير موفقّ الّدين خضِر بْن محاسن الرّحبيّ
- أيبك البغدادي الأصل، المنصوري
- علم الدين سنجر الغُتّمي
- الأمير بدر الدين (موسى) محمد بن أبي بكر الأزكشي
- الأمير بدر الدين بكتوت القرماني
- طغر بك الأنصاري
- الأمير حسام الدين لاجين الغتمي نائب الرحبة
- الأمير علم الدين سنجر بن عبد الله الحمصيّ
- الأمير سيف الدين ينغجار (ينغجال) الناصري
- ناصر الدين محمد بن شهري
- الأمير سيف الدين طقتمر بن عبد الله الشريفي
- الأمير علاء الدين بن البدري
- الأمير صلاح الدين المعروف بمحمد بن أيبك الطويل
- أزدمر النوري
- الأمير علاء الدين علي بن الأمير الكبير سيف الدين بلبان البدري
- الأمير نَاصِر الدّين مُحَمَّد بن دَاوُد بْن الزيبق
- طشتمر القاسميّ
- أحمد بن طيبغا: الأمير شهاب الدين المعروف بابن أخي الفخري
- قشتمر: الأمير سيف الدين قَشْتَمُر زَفَر
- الأمير سيف الدين قطلو بن صاروجا
- الأمير علاء الدين بن الأمير سيف الدين الأبو بكري
- الأمير سيف الدين ططق الأحمدي
- الأمير سيف قرابغا العلائي نسبة إلى الأمير علي المارديني
- الأمير مَلَك قريب الأمير سيف الدين جنتمر أخي الأمير سيف الدين طاز
- الشيخ علي
- الأمير موسى
- الأمير زين الدّين عمر بن شَهْري
- الأمير أرغون شاه الشرفي

## نسخة مطالعة نائب الرّحبة لنائب الشّام
المملوك ينهي أنّ مطالعة نائب الرحبة المحروسة وردت على المملوك يخبر فيها أن فلانا التركمانيّ قد عاد إلى الطاعة الشريفة، ولاذ بمراحم الأبواب العالية، وأنه ما كان حمله على ما وقع منه من عدم المقابلة إلّا الخوف من السّطوات الشريفة، وأنه يسأل كتابة أمان شريف له ولجماعته ومن يليه بأن يكونوا آمنين على أنفسهم، وأموالهم، وسائر ذات يدهم، وأنه إذا وصل إليه الأمان قصد الأبواب السلطانية، وتمثل بالمواقف الشريفة، وامتثل ما تبرز به الأوامر المطاعة في أمره وأمر جماعته. والمملوك ينظر ما يرد به الجواب الشريف في أمره لكاتب نائب الرحبة المحروسة بما يعتمده في أمره.

## أنظر أيضًا
- نائب السلطنة
- نيابة دمشق